# Ernst von Anhalt-Bernburg
Ernst von Anhalt-Bernburg (* 19. Mai 1608 in Amberg; † 3. Dezember 1632 in Naumburg) war ein Obrist im Dreißigjährigen Krieg.

## Leben

### Herkunft und Familie
Ernst war Askanier, ein Sohn des Fürsten Christian I. von Anhalt-Bernburg (1568–1630) und der Anna, geborene Komtess von Bentheim-Tecklenburg (1579–1624). Er blieb unvermählt und hinterließ keine Kinder.

### Werdegang
Der junge Prinz wurde von 1618 bis 1621 am Brieger Hof durch Peter von Sebottendorf erzogen. Seine Tour führte ihn 1622 auf den niederländischen Kriegsschauplatz, später an den dänischen Hof. In den Jahren 1623 bis 1625 begab er sich zu seinem Bruder Christian II. nach Italien, mit Stationen in Padua, Florenz und Livorno.
1621 wurde er als Fürst Ernst von Anhalt-Bernburg mit dem Namen „der  Wohlbewahrte“ in die Fruchtbringende Gesellschaft aufgenommen.
1626/1627 wurde er mit Gesandtschaften nach Wien und Dresden beauftragt. In drei Reisen zu Wallenstein erreichte er 1627 den Abzug von Truppen aus Anhalt. Er wurde 1628 zum Obristen eines kaiserlichen Reiterregiments bestellt und nahm von 1629 bis Ostern 1631 an den Kämpfen in Italien teil. 1631 wechselte er als Obrist in kursächsische Dienste. Er starb an den in der Schlacht bei Lützen erhaltenen Verwundungen.